# The Modern Age (EP de The Strokes)
The Modern Age es el EP debut lanzado por la banda de rock neoyorkina The Strokes. Se lanzó el 29 de enero de 2001 en el Reino Unido y el 22 de mayo de 2001 en los Estados Unidos, provocando una guerra de puja entre sellos discográficos; el más grande para una banda de rock durante años.
Todas las canciones se registraron de nuevo para su álbum debut, Is This It, con poema lírico ligeramente diferente y estructuras de la canción.

## Lista de canciones
Todas las canciones escritas por Julian Casablancas.
| N.º | Título           | Duración |  |
| 1.  | «The Modern Age» | 3:13     |  |
| 2.  | «Last Nite»      | 3:19     |  |
| 3.  | «Barely Legal»   | 4:37     |  |

- Datos: Q530612